# Episodi di Highlander (seconda stagione)
La seconda stagione della serie televisiva Highlander è stata trasmessa in prima visione in syndication in Canada dal 27 settembre 1993 al 23 maggio 1994.
In Italia la serie è stata trasmessa su Canale 5 e Italia 1 dal 14 gennaio 1995.
| nº | Titolo originale          | Titolo italiano           | Prima TV USA      | Prima TV Italia  |
| -- | ------------------------- | ------------------------- | ----------------- | ---------------- |
| 1  | The Watchers              | Gli osservatori           | 27 settembre 1993 | 14 gennaio 1995  |
| 2  | Studies in Light          | I sentimenti perduti      | 4 ottobre 1993    | 1995             |
| 3  | Turnabout                 | Doppia personalità        | 11 ottobre 1993   | 15 gennaio 1995  |
| 4  | The Darkness              | Le forze del male         | 18 ottobre 1993   | 1995             |
| 5  | An eye for an eye         | La vendetta               | 25 ottobre 1993   | 22 gennaio 1995  |
| 6  | The Zone                  | La zona                   | 1º novembre 1993  | 1994             |
| 7  | The Return of Amanda      | Il ritorno di Amanda      | 8 novembre 1993   | 29 gennaio 1995  |
| 8  | Revenge of the sword      | La vendetta della spada   | 15 novembre 1993  | 1995             |
| 9  | Run for Your Life         | Amico immortale           | 22 novembre 1993  | 5 febbraio 1995  |
| 10 | Epitaph for Tommy         | In onore di Tommy         | 29 novembre 1993  | 1995             |
| 11 | The fighters              | Duello finale             | 31 gennaio 1994   | 12 febbraio 1995 |
| 12 | Under Colour of Authority | In nome della legge       | 7 febbraio 1994   | 1995             |
| 13 | Bless the child           | Miniera assassina         | 14 febbraio 1994  | 1995             |
| 14 | Unholy Alliance: Part 1   | Alleanza omicida: parte 1 | 21 febbraio 1994  | 19 febbraio 1995 |
| 15 | Unholy Alliance: Part 2   | Alleanza omicida: parte 2 | 28 febbraio 1994  | 1995             |
| 16 | The vampire               | Il vampiro                | 7 marzo 1994      | 3 maggio 1995    |
| 17 | Warmonger                 | Il compagno Darkov        | 14 marzo 1994     | 4 maggio 1995    |
| 18 | Pharaoh's Daughter        | La figlia del faraone     | 25 aprile 1994    | 5 maggio 1995    |
| 19 | Legacy                    | Caccia al cristallo       | 2 maggio 1994     | 6 maggio 1995    |
| 20 | Prodigal son              | Figliol prodigo           | 9 maggio 1994     | 1995             |
| 21 | Counterfeit: Part 1       | Il sosia: parte 1         | 16 maggio 1994    | 8 maggio 1995    |
| 22 | Counterfeit: Part 2       | Il sosia: parte 2         | 23 maggio 1994    | 9 maggio 1995    |

## Gli osservatori
- Titolo originale: The Watchers
- Diretto da: Clay Borris
- Scritto da: Marie-Chantal Droney

### Trama
MacLeod, Tessa e Richie sono tornati nel negozio di antiquariato negli Stati Uniti. Seguendo una nota scritta da Darius sulla Quinta Cronaca, MacLeod trova il negozio di libri di Horton e qui ci incontra Dawson, la figlia di Horton, Lynn e il suo fidanzato Robert. Dawson spiega a MacLeod tutto sugli Osservatori, e quest'ultimo segue Dawson per trovare Horton. Quando Robert prende in considerazione l'idea di lasciare i Cacciatori perché MacLeod gli ha risparmiato la vita, Horton lo uccide. MacLeod si presenta a casa di Horton durante una festa e in presenza di Dawson e Lynn, MacLeod affronta Horton, il quale ammette di avere ucciso Darius e Robert. MacLeod ferisce con la spada Horton, ma questi lo uccide a colpi di pistola. Quando MacLeod riprende vita, Dawson, Horton e Lynn sono scomparsi.
- Guest Star: Peter Hudson (Horton), Kehli O'Byrne (Dawson), Cameron Bancroft (Robert)

## I sentimenti perduti
- Titolo originale: Studies in Light
- Diretto da: Peter Ellis
- Scritto da: Naomi Janzen

### Trama
MacLeod, Tessa e Richie visitano la mostra fotografica dell'amico di MacLeod Gregor Powers. Lì MacLeod incontra Linda Plager, che era stata sua compagna nel 1938 ed ora è una anziana donna fragile. Mentre MacLeod pensa se sia il caso di dire a Linda della sua immortalità, Powers quasi uccide Richie nel tentativo di mostrare a quest'ultimo cosa sia la paura di morire. MacLeod capisce che Powers ha visto morire troppe persone ed ora è disperato e nichilista. MacLeod inizia con Powers un combattimento che lo porta quasi a decapitare l'amico per fargli provare nuovamente la paura. Più tardi, MacLeod rivela la sua immortalità a Linda che quietamente muore.
- Guest Star: Joel Wyner (Gregor Powers), Sheila Moore (Linda Plager)

## Doppia personalità
- Titolo originale: Turnabout
- Diretto da: Clay Borris
- Scritto da: David Tynan

### Trama
L'immortale Michael Moore visita MacLeod per avere aiuto in quanto la sua nemesi Quenten Barnes è ricomparsa. MacLeod aiuta Moore a cercare Barnes, ma nessuno, incluso Moore, comprende che adesso Barnes è la doppia personalità di Moore, una personalità malvagia. Tessa attira l'interesse di Barnes, e lui quasi la strangola prima che MacLeod intervenga. MacLeod e Moore comprendono la verità, e a questo punto Moore implora MacLeod affinché lo uccida per fare morire anche Barnes, alla fine del combattimento MacLeod decapita Moore.
- Guest Star: Geraint Wyn Davies (Michael Moore)

## Le forze del male
- Titolo originale: The Darkness
- Diretto da: Paolo Barzman
- Scritto da: Christian Bouveron e Lawrence Shore

### Trama
MacLeod e Tessa trascorrono la serata in un bar di zingari dove Greta, una ragazza che legge il futuro nelle mani, dice a Tessa di lasciare la città perché è in pericolo. Successivamente Tessa è rapita da Pallin Wolf, un Cacciatore che usa i mortali come esca per uccidere gli Immortali in una stanza buia indossando degli occhiali per la visione notturna. MacLeod decide di approfittare delle capacità di Greta e tramite queste riesce a individuare la casa di Wolf. MacLeod uccide Wolf e libera Tessa con Richie e dice loro di andare via mentre lui si ferma a cercare delle tracce o degli indizi dentro la casa di Wolf; mentre Tessa e Richie sono fuori dalla casa vengono aggrediti da un drogato che nell'atto di derubarli li uccide a colpi di pistola. Mentre Richie riprende vita, divenendo un Immortale, Tessa muore. MacLeod è distrutto dalla perdita di Tessa e chiede a Ritchie di vendere tutto; lasciando il negozio di antiquariato, se ne va lasciando la sua vita attuale alle spalle.
- Guest Star: Traci Lords (Greta), Andrew Jackson (Pallin Wolf)

## La vendetta
- Titolo originale: An eye for an eye
- Diretto da: Dennis Berry
- Scritto da: Elizabeth Baxter e Martin Broussellet

### Trama
MacLeod acquista il dojo di Charlie DeSalvo per usarlo anche come abitazione e chiede a Charlie di gestirlo per lui. Richie attira l'ira dell'immortale Annie Devlin facendole fallire un attacco terroristico al Consolato Britannico. MacLeod allena Richie nel combattimento con la spada e prova a convincere Devlin a non combattere con Richie, ma inutilmente. Richie alla fine vince il combattimento con Devlin, ma non se la sente di tagliarle la testa. MacLeod regala a Richie uno stocco spagnolo.
- Guest Star: Sheena Easton (Annie Devlin)

## La zona
- Titolo originale: The Zone
- Diretto da: Clay Borris
- Scritto da: Peter Mohan

### Trama
Dawson chiede a MacLeod di vedere se Canaan, il leader dei derelitti che risiedono nell'area chiamata la Zona, è un Immortale. MacLeod va nella Zona con Charlie, che è cresciuto li. MacLeod comprende che Canaan è un mortale e decide di porre termine alle sue regole. MacLeod e Charlie raccolgono gli abitante della Zona, ma Canaan arriva all'incontro con i suoi uomini. MacLeod e Charlie li combattono sconfiggendoli e fermano Canaan.
- Guest Star: Santino Buda (Canaan), Sandra P. Grant

## Il ritorno di Amanda
- Titolo originale: The Return of Amanda
- Diretto da: Dennis Berry
- Scritto da: Guy Mullaly e David Tynan

### Trama
Nel 1936 a Berlino, Germania, Amanda ruba dei cliché che servono a stampare delle banconote da 100 dollari mentre MacLeod sta aiutando a fare fuggire clandestinamente lo scienziato Lev Arkin in Inghilterra. Quando il contatto di MacLeod, Werner, lo tradisce, MacLeod non ha altra scelta che fidarsi di Amanda per portare Arkin via in aereo mentre lui scappa con una motocicletta. Nel presente, Amanda è ricercata dall'FBI. MacLeod capisce subito che Amanda vuole produrre dei soldi falsi con i vecchi cliché, ma questa è la stessa cosa che vuole fare l'Agente Speciale Palance, il quale li ricatta per farsi dare i cliché prima di sparare loro mortalmente alla schiena. MacLeod e Amanda ritornano in vita, e Palance è arrestato grazie a Richie che ha filmato l'intera scena.
- Guest Star: Elizabeth Gracen (Amanda), Don S. Davis (Palance), Robert Wisden (Werner), Michael Puttonen (Lev Arkin)

## La vendetta della spada
- Titolo originale: Revenge of the sword
- Diretto da: Clay Borris
- Scritto da: Aubrey Solomon

### Trama
Il giovane amico di Charlie, Jimmy Song, sta registrando un film all'interno del dojo. Quando un cascatore viene avvelenato e il set distrutto diventa evidente che qualcuno vuole fermare la produzione del film. Con riluttanza MacLeod accetta di proteggere la giovane e arrogante star. MacLeod scopre che da giovane Jimmy aveva lavorato per il boss criminale Johnny Leong e che ha attinto i fatti della sceneggiatura del film dalla attività criminale della banda. Jimmy decide di uccidere lui stesso Leong, ma viene sopraffatto dagli uomini di Leong. MacLeod li combatte e libera Jimmy.
- Guest Star: Dustin Nguyen (Jimmy Song), Debbie Podowski, Robert Ito (Johnny Leong)

## Amico immortale
- Titolo originale: Run for Your Life
- Diretto da: Dennis Berry
- Scritto da: Naomi Janzen

### Trama
Nel 1926, MacLeod salva l'immortale Carl Robinson da dei razzisti che lo vogliono linciare in Louisiana. Nel presente, Robinson è ricercato dal poliziotto razzista Carter che si scopre essere un Cacciatore determinato ad ucciderlo. MacLeod aiuta Robinson a superare il suo odio per i razzisti e insieme organizzano una imboscata a Carter. Robinson allora decide di riprendere la sua carriera nel baseball e pianifica di diventare un politico.
- Guest Star: Bruce A. Young, Geza Kovacs (Carter), Roman Podhora, Biski Gugushe

## In onore di Tommy
- Titolo originale: Epitaph for Tommy
- Diretto da: Clay Borris
- Scritto da: Philip John Taylor

### Trama
MacLeod si trova a combattere con l'Immortale Anthony Gallen, ma il loro combattimento è interrotto da Tommy Bannen, il quale è ucciso da Gallen. MacLeod incontra la madre di Tommy al funerale e, toccato dal suo dolore, inizia a investigare sul datore di lavoro di Tommy, Mike Honniger e sua figlia Suzanne. MacLeod scopre che Tommy era stato incaricato da Mike per uccidere Gallen. Gallen e la sua amante Suzanne vogliono prendere il controllo dell'azienda di Mike; loro uccidono Mike, quindi Gallen uccide Suzanne e combatte con MacLeod, il quale lo uccide decapitandolo.
- Guest Star: Roddy Piper (Anthony Gallen), Andrea Roth (Suzanne), Ken Camroux (Mike Honniger), Jan d'Arcy (madre di Tommy)

## Duello finale
- Titolo originale: The fighters
- Diretto da: Peter Ellis
- Scritto da: Morrie Ruvinsky

### Trama
Nel 1891, Tommy Sullivan coinvolge MacLeod in un combattimento con premio in denaro contro il locale campione di boxe, che MacLeod batte, nonostante l'intervento della polizia. Sullivan a questo punto uccide il promoter Wilson per prendere da lui i mille dollari della posta in palio. Nel presente, Sullivan sta allenando George Belcher e tenta di iniziare una relazione con Iris, una cameriera del bar gestito dal promoter Frank Coleman. Sullivan uccide Coleman quando quest'ultimo tenta di comprare George, quindi uccide George perché lo ha tradito accettando di passare sotto un altro agente. MacLeod decide che il suo amico è andato troppo oltre, combatte con lui e lo decapita.
- Guest Star: Cali Timmins (Iris), Tom McBeath (Frank Coleman), Bruce Weitz (Tommy Sullivan), Wren Robertz (George Belcher), Russell Roberts (Wilson)

## In nome della legge
- Titolo originale: Under Colour of Authority
- Diretto da: Clay Borris
- Scritto da: Peter Mohan

### Trama
Richie salva Lauren dall'immortale cacciatore di taglie Mako. MacLeod ricorda come nel 1882 Mako avesse ucciso il suo amico Tim Ramsey per avere preso alla lettera lo spirito della legge. Mako non vuole lasciare andare Lauren in quanto lei ha ucciso suo marito violento, così Richie ignora l'avviso di MacLeod e tenta di scappare con Lauren. Mako li ritrova e durante l'inseguimento colpisce Lauren con l'auto, uccidendola. Un Richie infuriato combatte con Mako e lo decapita. MacLeod dice a Richie di andare via dalla città.
- Guest Star: Jonathan Banks (Mako), Deanna Milligan (Lauren), Lochlyn Munro (Tim Ramsey)

## Miniera assassina
- Titolo originale: Bless the child
- Diretto da: Clay Borris
- Scritto da: Elizabeth Baxter e Martin Broussellet

### Trama
Durante un campeggio in montagna, MacLeod e Charlie incontrano Sara Lightfoot che sta scappando dalla famiglia Hoskins insieme alla piccola Jamie. MacLeod e Charlie aiutano Sara a scappare tra le montagne, ma i crescenti dubbi di MacLeod sul fatto che Sara non sia la madre di Jamie trovano conferma. Mentre MacLeod si reca a parlare con Avery Hoskins, il quale garantisce di fermare la faida in modo pacifico, il fratello di Avery, Billy, tenta di calarsi dalle rocce dove si nascondono Charlie, Sara e Jamie ma muore nel tentativo precipitando al suolo. Sara accetta di ridare Jamie a suo padre.
- Guest Star: Michelle Thrush (Sara Lightfoot), Jon Cuthbert (Billy), Carolyn Dunn, Ed Lauter (Avery Hoskins)

## Alleanza omicida: parte 1
- Titolo originale: Unholy Alliance: Part 1
- Diretto da: Peter Ellis
- Scritto da: David Tynan

### Trama
L'Immortale Xavier St. Cloud utilizza dei mercenari per decapitare altri Immortali. Dawson mette in guardia MacLeod e MacLeod e Charlie riescono a malapena a sopravvivere incolumi ad un attacco di Xavier. MacLeod incontra l'Agente Speciale Renee Delaney, che sta investigando su Xavier. Nonostante gli avvertimenti di MacLeod, Charlie insiste a seguirlo. MacLeod colpisce con un pugno Charlie per evitare che lo veda combattere con Xavier, ma quando riprende i sensi Charlie vede Horton sparare in pieno petto a MacLeod, prima di venire colpito lui stesso. A questo punto è chiaro che Horton e i suoi Cacciatori collaborano con Xavier. MacLeod si reca nella cripta funeraria della famiglia Dawson e scopre che la tomba di Horton è vuota e si infuria nello scoprire che Dawson sapeva che Horton era ancora vivo.
- Guest Star: Roland Gift (Xavier St. Cloud), Stacey Travis (Renee Delaney), Peter Hudson (Horton)

## Alleanza omicida: parte 2
- Titolo originale: Unholy Alliance: Part 2
- Diretto da: Peter Ellis
- Scritto da: David Tynan

### Trama
Lentamente Charlie si riprende dalle ferite e domanda a MacLeod come sia possibile che sia sopravvissuto alle fucilate in pieno petto, ma MacLeod dice che è una magia. MacLeod è seguito dall'Agente Speciale Delaney nel suo viaggio verso Parigi, dove Xavier e Horton sono fuggiti. Dopo che Delaney viene ferita a un braccio dagli uomini di Horton, finalmente Dawson spara a Horton. MacLeod si fa aiutare dal suo nuovo vicino Maurice per trovare dove abita Xavier, combatte con Xavier e lo decapita. Mentre MacLeod e Delaney si baciano per salutarsi, Horton nell'ombra li spia.
- Guest Star: Roland Gift (Xavier), Stacey Travis (Renee Delaney), Peter Hudson (Horton), Michel Modo (Maurice)

## Il vampiro
- Titolo originale: The vampire
- Diretto da: Dennis Berry
- Scritto da: J.P. Couture

### Trama
Nel 1840, MacLeod era impegnato a concludere degli affari a Parigi con i mercanti Henry Jacom e William Stillwell. Stillwell viene ucciso apparentemente da un vampiro. MacLeod capisce che l'Immortale Nicholas Ward è il fidanzato di Juliette Jacom. Dopo che il "vampiro" uccide Henry Jacom e il cacciatore di vampiri Alan Baines, MacLeod sfida Ward, ma il loro combattimento è interrotto. Nel presente, l'amica di MacLeod Helene Piper, che è l'amante di Ward, piange suo padre, e quando anche il suo produttore Peter Wells viene ucciso, MacLeod riconosce il modus operandi di Ward. MacLeod sfida Ward e lo decapita.
- Guest Star: Jeremy Brudenell (Nicholas Ward), Trevor Peacock (Henry Jacom), Denis Lill (Alan Baines), Nathalie Presles (Helene Piper), Tonya Kinzinger (Juliette Jacom), Peter Vizard (William Stillwell), Jack Galloway (Peter Wells)

## Il compagno Darkov
- Titolo originale: Warmonger
- Diretto da: Bruno Gantillon
- Scritto da: Christian Bouveron e Lawrence Shore

### Trama
L'Immortale Arthur Drake uccide il Presidente Chescu. MacLeod impedisce che Eli Jarmel sia ucciso da Drake, il quale anni prima aveva sterminato la famiglia di Eli. Eli viene gravemente ferito nel suo secondo tentativo di uccidere Drake, ma MacLeod si rifiuta di intervenire in quanto nel 1919 aveva promesso a Drake di non combattere con lui in cambio della liberazione della sua fidanzata Katerina e della sua famiglia dopo che Drake li aveva condannati alla fucilazione. Prima di morire, Eli dice a MacLeod che il mantenere la sua promessa è solo vanità. MacLeod cambia idea, combatte contro Drake e lo decapita.
- Guest Star: Peter Firth (Arthur Drake), Angelina Ball, Tom Watson (Eli Jarmel), André Oumansky (Presidente Chescu), Anna Miasedova (Katerina)

## La figlia del faraone
- Titolo originale: Pharaoh's Daughter
- Diretto da: Dennis Berry
- Scritto da: Christian Bouveron e Lawrence Shore

### Trama
MacLeod libera l'Immortale Nefertiri dal suo sarcofago dove ha trascorso 2000 anni. I due sono seguiti dall'Immortale Marcus Constantine, il quale è stato l'amante di Nefertiri nel 30 AC, prima che Nefertiri si suicidasse perché Roma aveva conquistato l'Egitto. MacLeod capisce che Constantine è realmente intenzionato a fare la pace con Nefertiri; ma Nefertiri non perdona a Constantine di avere conquistato l'Egitto e uccide Angela la moglie di Constantine. Constantine si rifiuta di combattere quando lei lo sfida, così MacLeod decide di combatterla e la decapita.
- Guest Star: Nia Peeples (Nefertiri), James Faulkner (Marcus Constantine), Diana Bellego (Angela)

## Caccia al cristallo
- Titolo originale: Legacy
- Diretto da: Dennis Berry
- Scritto da: Elizabeth Baxter

### Trama
Luther decapita l'Immortale Rebecca Horne, colei che ha istruito sia lui che Amanda. Amanda si reca da MacLeod per chiedere aiuto e scoprono che Luther è alla ricerca di tutte le parti del cristallo che Rebecca ha dato ad ogni suo allievo, in quanto egli crede che una volta unite tutte le parti l'Immortale che le possiederà diventi invincibile. Amanda combatte con Luther per vendicare la morte di Rebecca. Luther sta per decapitare Amanda quando MacLeod lo ferma facendogli scoprire che il cristallo che cerca non è in mano di Amanda ma nelle sue mani. Luther rinuncia ad uccidere Amanda e inizia a combattere con MacLeod. MacLeod lo decapita e consegna ad Amanda il cristallo.
- Guest Star: Elizabeth Gracen (Amanda), Emile Abossolo M'Bo (Luther), Nadia Cameron (Rebecca Horne)

## Figliol prodigo
- Titolo originale: Prodigal son
- Diretto da: Paolo Barzman
- Scritto da: David Tynan

### Trama
Richie raggiunge MacLeod a Parigi in quanto è perseguitato dall'Immortale Martin Hyde, il quale vuole la testa di MacLeod. MacLeod ricorda come nel 1630 Hyde avesse cacciato lui per farsi condurre da Connor MacLeod. Poiché Hyde ha fatto arrestare Richie per gli omicidi che ha commesso lui stesso, MacLeod capisce che non può decapitarlo se vuole che Richie venga scarcerato. MacLeod attira Hyde in una trappola dove confessa i suoi omicidi mentre i poliziotti sono in ascolto e mentre questi ultimi lo stanno per arrestare egli cade da un tetto simulando la sua morte. Una volta liberato Richie, MacLeod combatte contro Hyde e lo decapita.
- Guest Star: Michael Siberry (Martin Hyde), Valerie Steffen

## Il sosia: parte 1
- Titolo originale: Counterfeit: Part 1
- Diretto da: Paolo Barzman
- Scritto da: David Tynan e Brad Wright

### Trama
Horton mette in piedi una trappola molto elaborata per uccidere MacLeod. Horton fa in modo che Pete Wilder diventi amico di Richie e la situazione che si crea fa diventare sospettoso MacLeod, causando disaccordo tra i due. Nel frattempo Horton fa rapire Lisa Halle e la sottopone a delle plastiche per farla diventare la sosia di Tessa con il nome di Lisa Mion. Gli uomini di Horton seguono Pete al barcone di MacLeod e lo uccidono sotto gli occhi di MacLeod e Richie.
- Guest Star: Martin Cummins (Pete Wilder), Peter Hudson (Horton), Meilani Paul (Lisa Halle)

## Il sosia: parte 2
- Titolo originale: Counterfeit: Part 2
- Diretto da: Dennis Berry
- Scritto da: David Tynan

### Trama
Horton usa Lisa come esca per intrappolare MacLeod. MacLeod incontra Lisa al funerale di Pete e crede di rincontrare nuovamente Tessa, la quale gli manca tantissimo. Mentre lui tenta di incominciare una relazione con lei, Richie e Dawson esprimono la loro preoccupazione sul suo comportamento come pure sul fatto che sia ricomparso Horton. MacLeod comprende e accetta la verità quando scopre una cicatrice sulla mascella di Lisa. MacLeod si confronta con Lisa al cimitero, e Horton la uccide sulla tomba di Tessa. MacLeod uccide Horton e abbandona Parigi insieme a Richie.
- Guest Star: Alexandra Vandernoot (Lisa), Peter Hudson (Horton)